# مسرحيات الماسك
مسرحيات الماسك نوع من المشاهد التمثيلية القصيرة انتشر في القرنين 16 و17 بإنكلترا، ويبدو أنها إيطالية الأصل، وأهم ما يميز الماسك العنصر الرمزي والأسطوري، سواء في القصة أو الشخصيات. وعادة يكون عدد الشخصيات محدودًا، والخلفية مثالية كأن تقع الأحداث في تل المعرفة ومنبع النور. ويصاحب التمثيل الرقص والموسيقى، وغالبا ما تعرض هذه المشاهد التمثيلية الترفيهية في حفلات خاصة للاحتفال بزواج علية القوم كالأمراء والنبلاء، كما تستخدم الملابس البراقة والمشاهد البديعة. استخدم هذا اللون وليم شكسبير، كما في مسرحية العاصفة للاحتفال بزواج ميراندا وفيرديناند، ألق الكاتب الإنجليزي بن جونسون عددا من هذه التمثيليات.

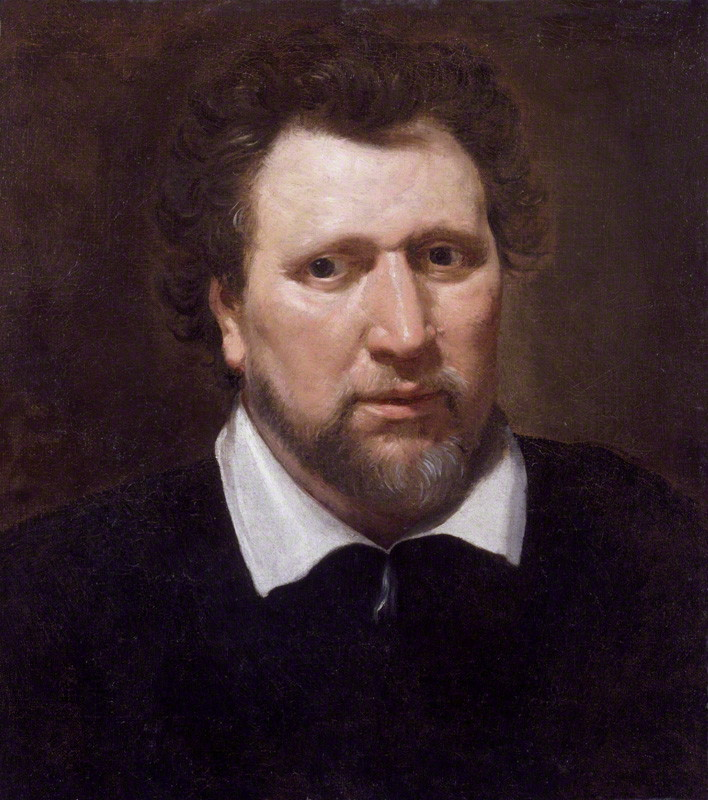
بن جونسون من رواد مسرح الماسك.

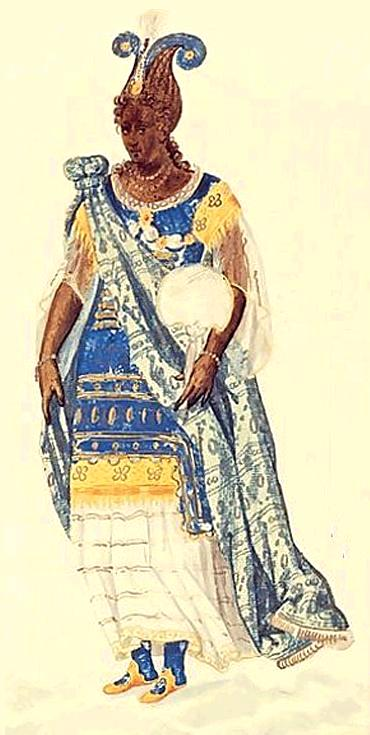
ملابس صممها إنيغو جونز لشخصية في إحدى مسرحيات بن جونسون.